# Nuria Flames
Nuria Flames Bonilla (Valencia, 1977) es una bióloga española que estudia cómo se genera la diversidad neuronal en el cerebro humano y los mecanismos genéticos que pueden estar detrás de algunas enfermedades del neurodesarrollo. 

## Trayectoria
Se licenció en Biología por la Universidad de Valencia. Tras acabar la carrera realizó su tesis doctoral en el Instituto de Neurociencias de Alicante bajo la dirección del biólogo y neurocientífico Óscar Marín Parra. Su tesis lleva por título Mecanismos moleculares implicados en la migración tangencial de las interneuronas corticales. Entre 2006 y 2011 trabajó como investigadora postdoctoral en el laboratorio de Oliver Hobert en la Universidad de Columbia de New York, en Estados Unidos.
En 2011, tras realizar su postdoctorado, se incorporó al Instituto de Biomedicina de Valencia, perteneciente al Consejo Superior de Investigaciones Científicas (CSIC), donde formó su propio grupo de investigación. En este grupo estudian los mecanismos moleculares encargados de generar y mantener la diversidad de tipos neuronales utilizando distintos modelos animales. Además, investigan cómo se generan diferentes tipos de neuronas en Caenorhabditis elegans (C. elegans), un pequeño gusano que sirve como modelo en biología. En particular, se centran en un tipo de neurona llamada ADF, que está relacionada con la detección de información del entorno, similar a cómo funcionan las neuronas sensoriales en humanos. Este trabajo ayuda a comprender mejor cómo se genera la diversidad neuronal en el cerebro humano y los mecanismos genéticos que pueden estar detrás de algunas enfermedades del neurodesarrollo.

## Reconocimientos
En 2010, la Michael J. Fox Foundation le otorgó a Flames el premio Rapid Response Innovation Award. Ese mismo año, recibió el premio Young Investigator Award otorgado por la National Association for Research on Schizophrenia And Depression (NARSAD). También en 2010, la Universidad Complutense de Madrid le concedió la Mención de honor Premio Joven Investigador.

## Publicaciones (selección)
- Neurogenesis in Caenorhabditis elegans.[8]
- Forkhead transcription factor FKH-8 cooperates with RFX in the direct regulation of sensory cilia in Caenorhabditis elegans.[9]
- Transcriptional regulation of neuronal identity.[10]
- Joint actions of diverse transcription factor families establish neuron-type identities and promote enhancer selectivity.[11]